# RABe 501型電聯車
RABe 501型電聯車（RABe501型）為施泰德鐵路研製的新型電聯車，又稱為微笑列車，主要由瑞士聯邦鐵路使用，於2019年開始營運，旨在取代意大利米蘭和巴塞爾/蘇黎世之間的跨阿爾卑斯路線上的新潘多利诺列車。根據施泰德鐵路的說法，此列車是世界上第一輛單層低地板高速列車。

## 名稱
施泰德最初將這列火車命名為EC250。2017年8月更改為，即德語""（創新多系統輕量快車）的縮寫。瑞士聯邦鐵路將它命名為。

## 開發設計
2012年4月瑞士聯邦鐵路招標29列，每列11節車廂，營運最高速度為250 km/h的列車，以通過當時正在建設中的聖哥達基線隧道，連接瑞士、德國以及意大利。列車電氣化系統必須與瑞士、德國以及意大利鐵路電氣化系統兼容。2014年10月施泰德正式獲得訂單。RABe 501為低地板列車，並提供多個無障礙廁所和輪椅區，使列車符合《身心障礙歧視法》(Disability Discrimination Act)，完整列車於2017年5月首次展示。

## 營運
2019年4月4日瑞士批准該列車的服務，2019年5月第一組列車在瑞士投入使用。歐盟鐵路局則於2020年3月批准於意大利投入該列車，蘇黎世和米蘭之間的服務自2020年8月12日起開始運營，目前正在進行測試以將該服務擴展到威尼斯、熱那亞和博洛尼亞。現有的RABDe 500和傾斜式列車新潘多利诺裝置，將重新分配到更蜿蜒的阿爾卑斯山路線。

## 圖集

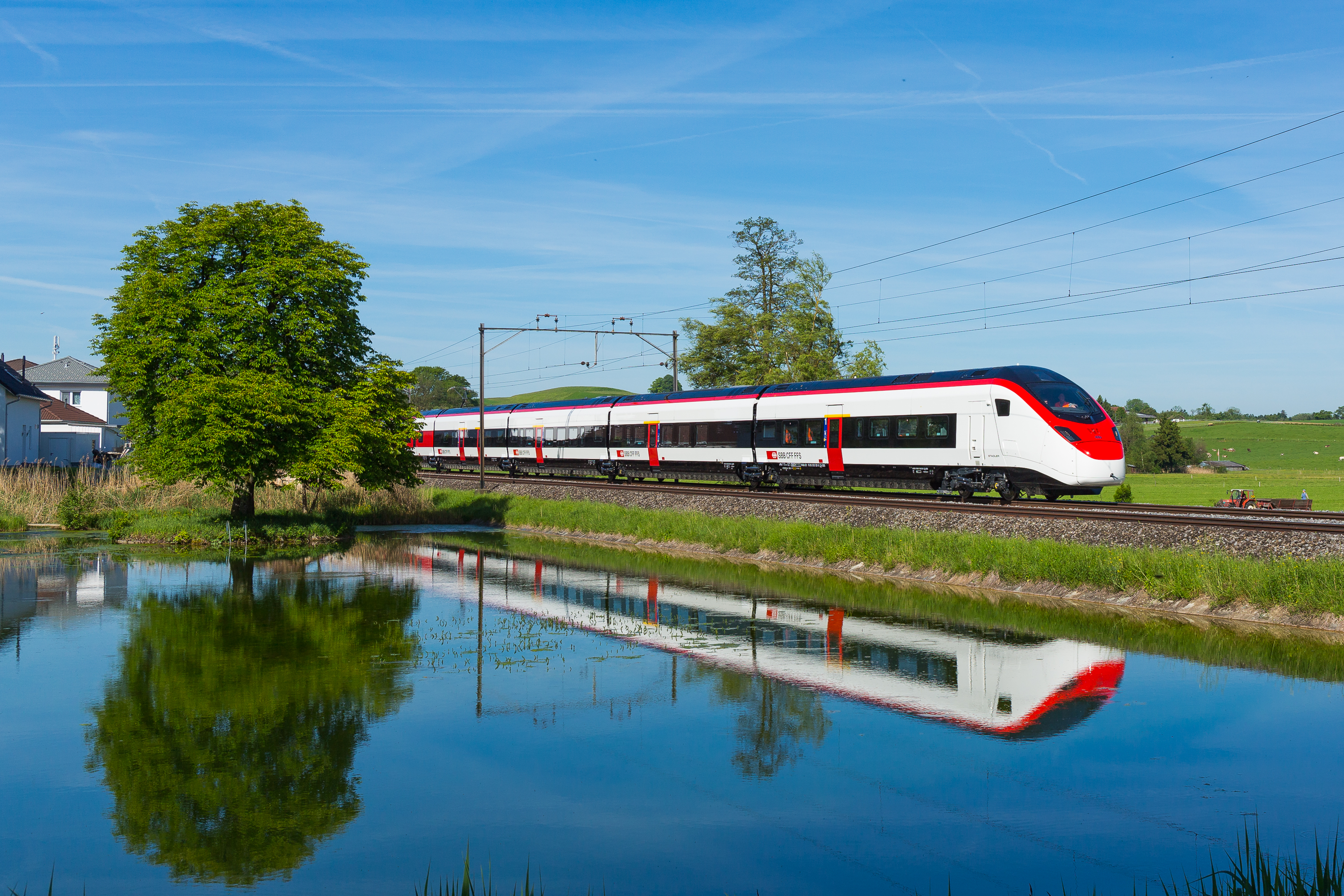
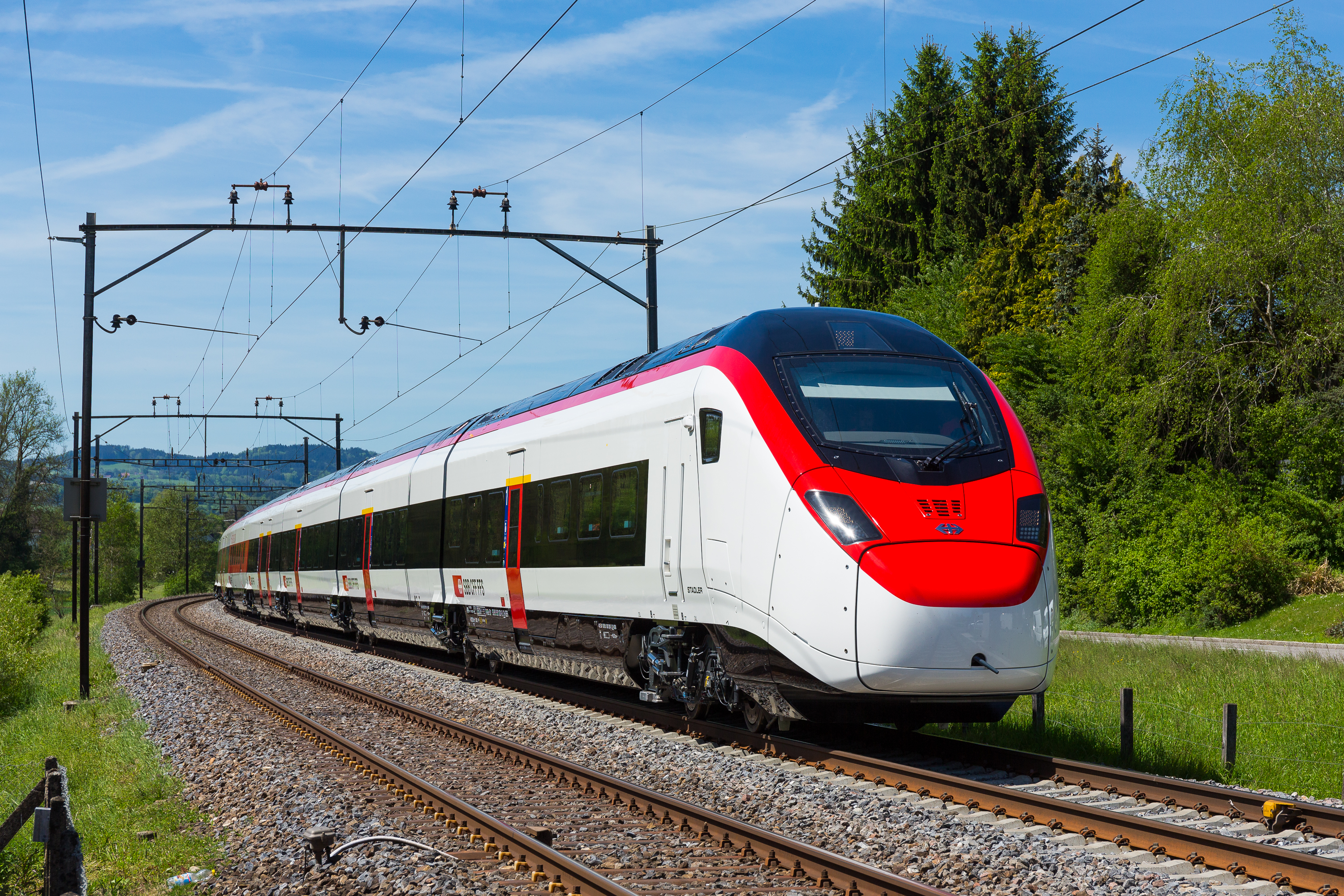
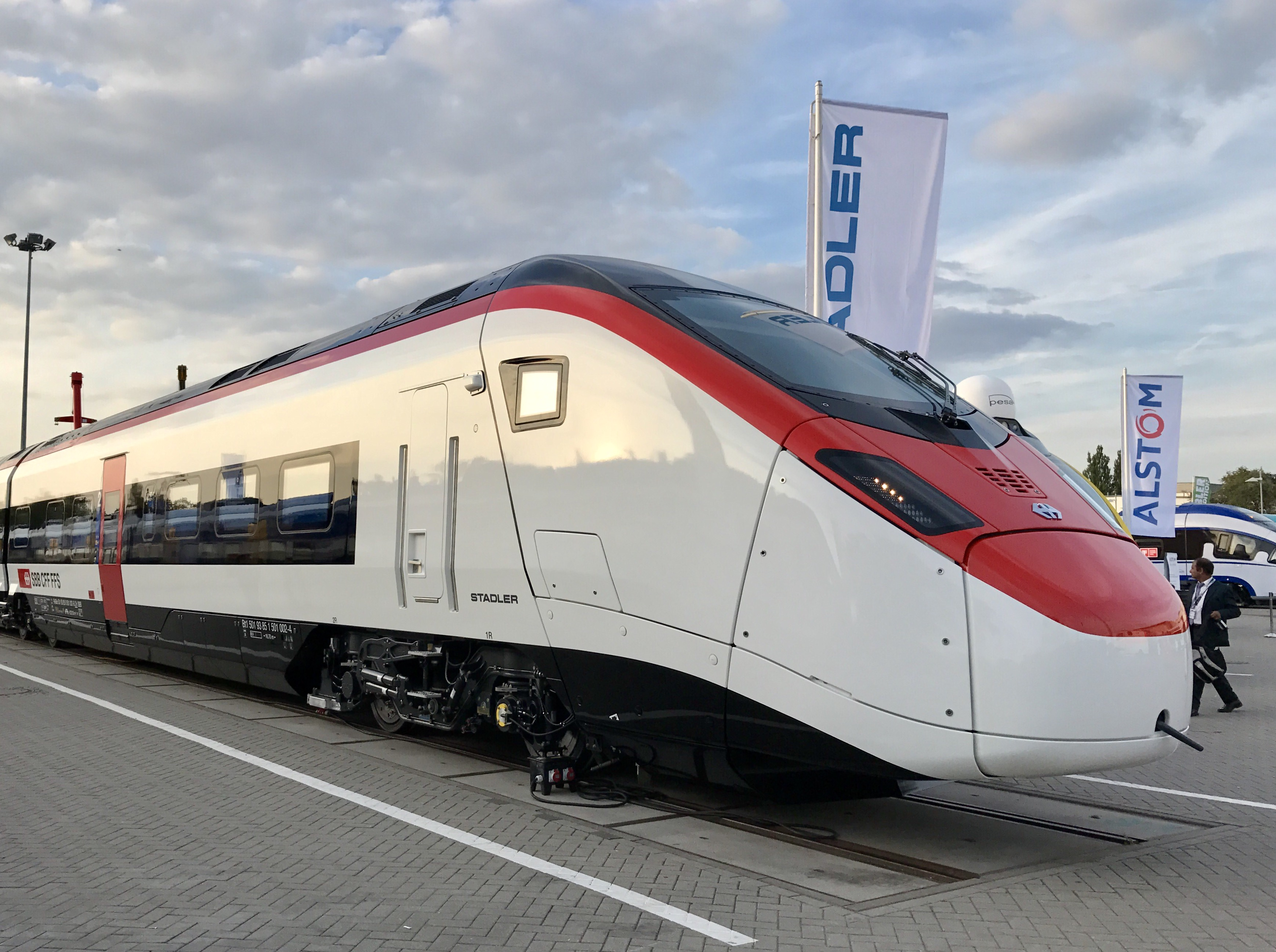

## 資料來源
1. 1 2  . Railcolor News. 2019-05-08  [2022-08-14]. （原始内容存档于2021-10-18） （英语）.
2. ↑  . Railway PRO. 2017-08-18  [2022-08-14]. （原始内容存档于2020-08-06） （英语）.
3. ↑  Fontana, Katharina. . Neue Zürcher Zeitung. 2014-10-30  [2022-08-14]. （原始内容存档于2022-08-14） （德语）.
4. ↑  Railway-News. . Railway-News. 2017-05-22  [2022-08-14]. （原始内容存档于2022-07-12） （英语）.
5. ↑  Railway-News. . Railway-News. 2019-04-05  [2022-08-14]. （原始内容存档于2021-12-31） （英语）.
6. ↑  Hartmeier, Sandro. . Bahnonline.ch. 2020-08-08  [2022-08-14]. （原始内容存档于2020-08-15） （德语）.
7. ↑  . Archiv-Seite von info24 - ÖV Schweiz - Europa. 2014-05-09  [2022-08-14]. （原始内容存档于2022-03-28） （德语）.